# مفتقة
مفتقة هي حلوى مصرية تتكون من عسل أسود، حلبة مطحونة، زيت، فول سوداني، سمسم، دقيق وقرطاس مفتقة (يتكون في الغالب من حلبة، كركم، يانسون، كروياء وشمر). وترتبط الأكلة في الثقافة الشعبية بزيادة الوزن إذ أنها الحل السريع لكثير ممن يعانون من النحافة.

## التاريخ
في الماضي كان من مواصفات البنت المصرية الجميلة أن تكون ممتلئة القوام ليكون دليلا على أنها تعيش في منزل أهلها في حالة من الثراء وكان طبق المفتقة أحد الحلول لزياة الوزن وكانت المفتقة تحضر في بعض البيوت ولكن الأصل أن يتم العطار بتجهيزها وبيعها لزبائنه الأعزاء مع ورقة صغيرة مكتوب عليها بعض النصائح لضمان النتيجة.